# Noordsvaarder
Noordsvaarder is het westelijke deel van het waddeneiland Terschelling. De Noordsvaarder was een grote zandplaat, die van Terschelling werd gescheiden door het Westerboomgat. De zandplaat schoof steeds op naar het oosten en verzandde midden 19e eeuw het Westerboomgat. Het kwam daardoor vast te zitten aan Terschelling. Voor de westelijke kust ontstaat hetzelfde beeld. Het eilandje Engelschhoek wordt van Noordsvaarder gescheiden door het Boomkensdiep, ook die geul verlandt en in de loop van de tijd wordt Engelschhoek onderdeel van Noordsvaarder/Terschelling
Na de Tweede Wereldoorlog is een deel van het gebied ingericht als militair oefenterrein ten behoeve van de Koninklijke Luchtmacht waar met jachtvliegtuigen oefeningen werden uitgevoerd. Het had de operationele benaming  Jackpot Range. Tot 1993 is op de Noordsvaarder door Defensie bij oefeningen gebruikgemaakt van verarmd uranium in munitie. In 1996 is het militair oefenterrein gesloten. 
Er hebben in de loop van de tijd ook kapen en bakens op de Noordsvaarder gestaan zoals een gietijzeren kaap van 16,4 meter hoog met 5 transen van 3,2 meter en een scherm van 6,4 x 7 meter. Verder heeft er ook nog een gietijzeren lichtopstand gestaan waarvan niet veel bekend is.

## Ecologie
Het 650 ha grote gebied is een waardevol natuurgebied met waardevolle pioniervegetaties, vochtige valleien, stuivende duinen en uitgestrekte zandplaten. De Noordsvaarder is een Staatsnatuurmonument sinds 1924. Er komt een van de belangrijkste populaties van de groenknolorchis (Liparis loeselii) in Nederland voor. Andere zeldzame plantensoorten zijn moeraswespenorchis (Epipactis palustris), parnassia (Parnassia palustris), knopbies (Schoenus nigricans) en vleeskleurige orchis (Dactylorhiza incarnata). Voorkomende broedvogels zijn kluut, strandplevier, bontbekplevier, wulp, bruine kiekendief en blauwe kiekendief.

## Naam
In documenten en op kaarten komt ook vaak de naam Noordvaarder, zonder s, voor. Inwoners van Terschelling verkiezen de naam Noordsvaarder met s.